# غار حاجی میرزایی - ۲
اشکفت حاجی میرزایی - ۲ مربوط به دوران پارینه‌سنگی جدید و دوران فرادیرینه‌سنگی است و در شهرستان پاسارگاد، بخش مرکزی، شهر سعادتشهر، ۲۰۰ متری شمال غربی پلیس راه سعادت شهر واقع شده و این اثر در تاریخ ۲۶ اسفند ۱۳۸۶ با شمارهٔ ثبت ۲۱۹۱۹ به‌عنوان یکی از آثار ملی ایران به ثبت رسیده است.